# Oulactis
Oulactis is een geslacht van zeeanemonen uit de familie van de Actiniidae.

## Soorten
- Oulactis cincta (Stuckey, 1909)
- Oulactis coliumensis (Riemann-Zürneck & Gallardo, 1990)
- Oulactis concinnata (Drayton in Dana, 1846)
- Oulactis magna (Stuckey, 1909)
- Oulactis mcmurrichi (Lager, 1911)
- Oulactis muscosa (Drayton in Dana, 1846)
- Oulactis orientalis (Averincev, 1967)